# Större snabelsvärmare
Större snabelsvärmare (Deilephila elpenor) är en färgstark fjäril i familjen svärmare (Sphingidae) som främst är aktiv i skymningen under för- och högsommaren då den suger nektar ur blommor.

## Utseende
Den större snabelsvärmaren har ett vingspann på mellan 50 och 70 millimeter, honan är något större än hanen men hanen har något kraftigare och lite längre antenner. Fjärilskroppen är rosaröd med olivgröna linjer. Framvingarna är olivgröna med rosaröda inslag. Bakvingen är svart innerst och rosaröd ytterst. Mindre snabelsvärmare är snarlik men är mindre och har en mer diskret olivgrön färg på bakvingen. Larven är som fullvuxen 70–80 millimeter lång och kan vara antingen brunsvart eller, mindre vanligt, grön.

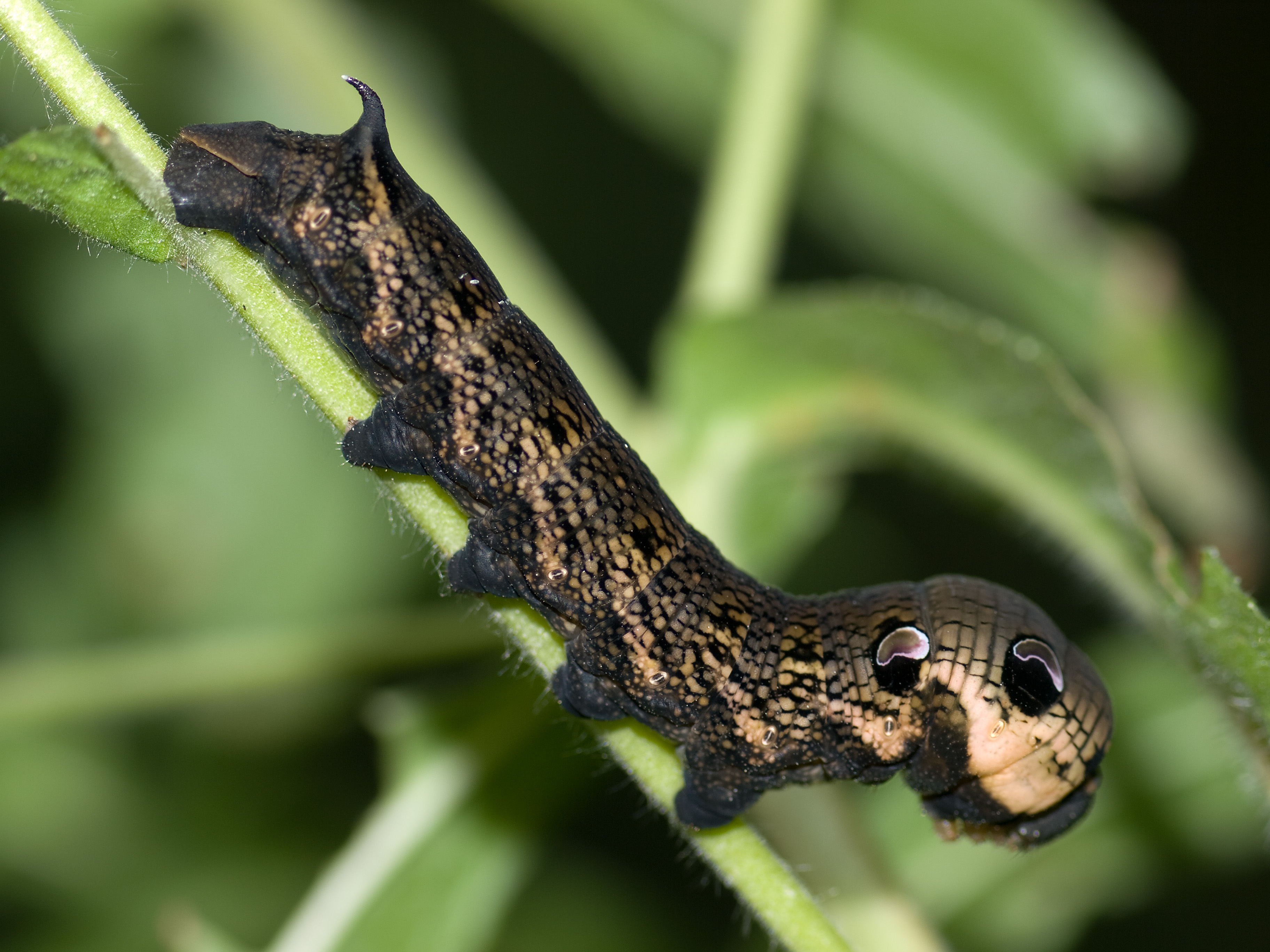
Larv.
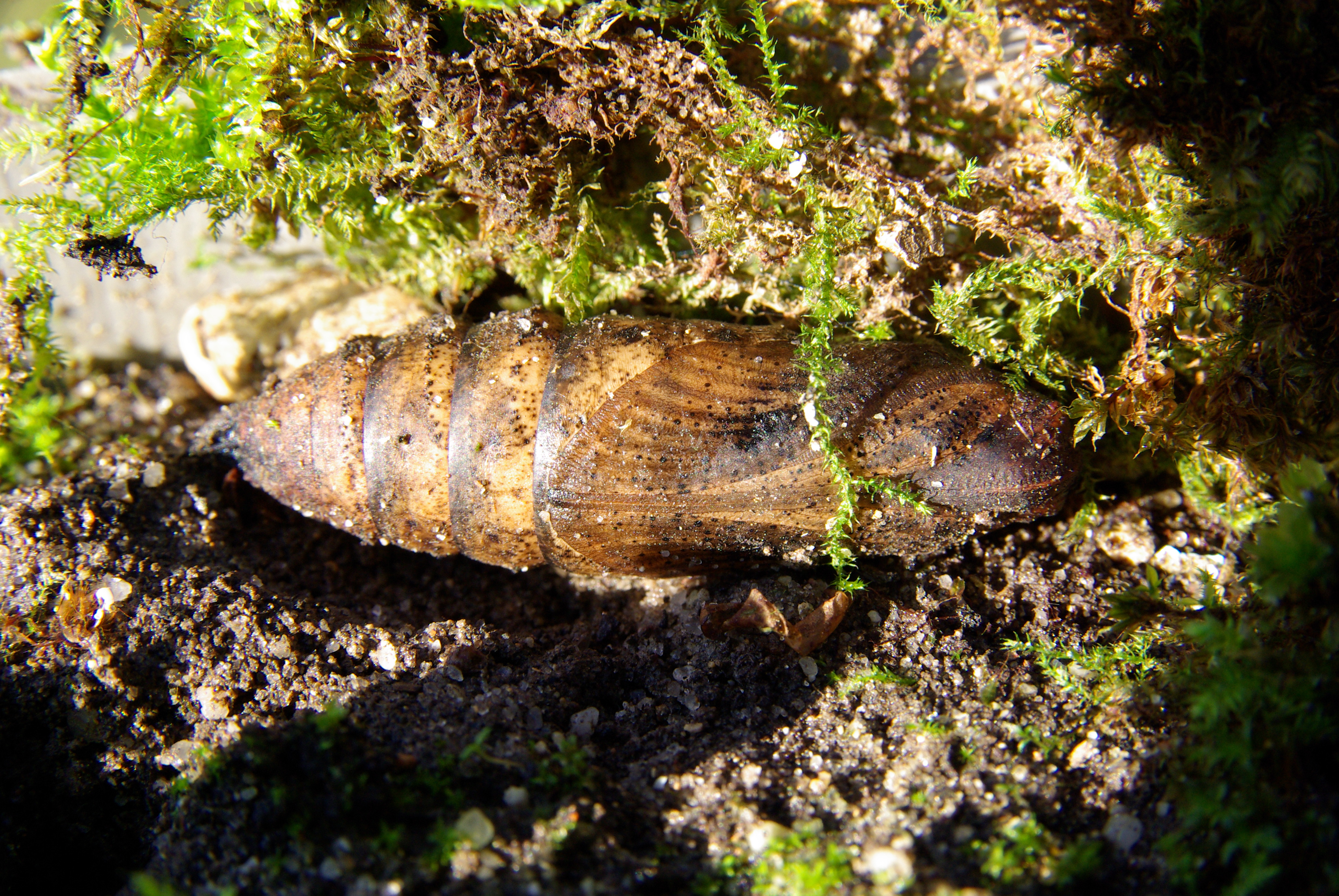
Puppa.

## Utbredning
Större snabelsvärmare finns i en stor del av Europa och vidare österut till Stilla havet och Japan.[källa behövs] I Norden finns den i Danmark, södra Norge och Finland, och i Sverige från Skåne till Ångermanland samt längs norrlandskusten.

## Ekologi
Den större snabelsvärmaren finns i många olika miljöer, som till exempel lövskog, skogsbryn, gläntor, hyggen och ängsmarker. Den kan ses i skymningen svävande som en kolibri vid blommor som den suger nektar av, till exempel kaprifol, syren, tjärblomster, glimmar, vänderot, floxar och såpnejlika. Den har ett bra mörkerseende. Flygtiden är från mitten av maj till mitten av augusti i södra Sverige. I norr något senare. Äggen läggs enstaka eller parvis på värdväxten som främst är dunörtsväxter, måror och balsaminväxter, i Sverige oftast på mjölkört och gulmåra. Larven är fullvuxen i augusti eller i början på september och vandrar då iväg för att hitta en lämplig förpuppningsplats. Om larven blir skrämd intar den en skräckställning genom att dra ihop de främre segmenten vilket gör att ögonfläckarna förstoras. Den förpuppar sig i markskiktets förna. Puppan övervintrar, ibland till och med två vintrar.

### Färgseende i mörker
En forskargrupp vid Lunds universitet lyckades år 2002 visa att Delephilia Elpenor kan se färger i mörker. Med hjälp av beteendeexperiment kunde forskarna visa att nattfjärilen kunde lära sig skilja på olikfärgade konstgjorda blommor i mycket svagt ljus, motsvarande en stjärnklar natt – så svagt ljus att människor på sin höjd ser gråskalor.

## Etymologi
Dess vetenskapliga släktnamn Deilephila, kommer från grekiskans "deile" som betyder kväll eller skymning, och "phileo" som betyder älska som en vän, och syftar på att arten är som mest aktiv i kväll och skymning. Artepitetet Elpenor var namnet på en av Odysseus följeslagare, som blev förvandlad till ett svin av trollkvinnan Circe. Orsaken till detta namnval är att larvens korta huvud, när den drar sig tillbaka i skyddsställning, tillsammans med dess ihopdragna thoraxsegment gör att den kan påminna något om ett svintryne.